# Xicalxochico
Xicalxochico är en ort i Mexiko.   Den ligger i kommunen Xochitlán de Vicente Suárez och delstaten Puebla, i den sydöstra delen av landet, 160 km öster om huvudstaden Mexico City. Xicalxochico ligger 1 117 meter över havet och antalet invånare är 150.
Terrängen runt Xicalxochico är kuperad åt nordost, men åt sydväst är den bergig. Terrängen runt Xicalxochico sluttar norrut. Runt Xicalxochico är det ganska tätbefolkat, med 129 invånare per kvadratkilometer. Närmaste större samhälle är Olintla, 15,8 km norr om Xicalxochico. I omgivningarna runt Xicalxochico växer huvudsakligen savannskog.